# Bychawa
Bychawa là một thị trấn thuộc huyện Lubelski, tỉnh Lubelskie ở đông-nam Ba Lan. Thị trấn có diện tích 7 km². Đến ngày 1 tháng 1 năm 2011, dân số của thị trấn là 5254 người và mật độ 785 người/km².